# والدن (نيويورك)
والدن (بالإنجليزية: Walden, New York)‏ هي منطقة سكنية تقع في الولايات المتحدة في نيويورك (ولاية). يقدر عدد سكانها بـ 6,978 نسمة .

## المناخ
يظهر الجدول التالي التغييرات المناخية على مدار السنة لوالدن:
| البيانات المناخية لـوالدن           | البيانات المناخية لـوالدن | البيانات المناخية لـوالدن | البيانات المناخية لـوالدن | البيانات المناخية لـوالدن | البيانات المناخية لـوالدن | البيانات المناخية لـوالدن | البيانات المناخية لـوالدن | البيانات المناخية لـوالدن | البيانات المناخية لـوالدن | البيانات المناخية لـوالدن | البيانات المناخية لـوالدن | البيانات المناخية لـوالدن | البيانات المناخية لـوالدن |
| الشهر                               | يناير                     | فبراير                    | مارس                      | أبريل                     | مايو                      | يونيو                     | يوليو                     | أغسطس                     | سبتمبر                    | أكتوبر                    | نوفمبر                    | ديسمبر                    | المعدل السنوي             |
| ----------------------------------- | ------------------------- | ------------------------- | ------------------------- | ------------------------- | ------------------------- | ------------------------- | ------------------------- | ------------------------- | ------------------------- | ------------------------- | ------------------------- | ------------------------- | ------------------------- |
| متوسط درجة الحرارة الكبرى °ف (°م)   | 34.0 (1.1)                | 37.6 (3.1)                | 46.4 (8.0)                | 59.0 (15.0)               | 69.6 (20.9)               | 78.1 (25.6)               | 82.5 (28.1)               | 81.1 (27.3)               | 73.7 (23.2)               | 62.3 (16.8)               | 50.9 (10.5)               | 38.8 (3.8)                | 59.5 (15.3)               |
| متوسط درجة الحرارة الصغرى °ف (°م)   | 14.4 (−9.8)               | 16.9 (−8.4)               | 25.5 (−3.6)               | 36.3 (2.4)                | 46.0 (7.8)                | 55.5 (13.1)               | 60.0 (15.6)               | 58.5 (14.7)               | 49.9 (9.9)                | 37.8 (3.2)                | 30.5 (−0.8)               | 20.9 (−6.2)               | 37.7 (3.2)                |
| الهطول إنش (مم)                     | 2.97 (75)                 | 2.61 (66)                 | 3.65 (93)                 | 3.84 (98)                 | 4.15 (105)                | 4.42 (112)                | 4.05 (103)                | 3.93 (100)                | 4.09 (104)                | 4.12 (105)                | 3.56 (90)                 | 3.43 (87)                 | 44.82 (1٬138)             |
| متوسط تساقط الثلوج إنش (سم)         | 13.3 (34)                 | 10.6 (27)                 | 8.1 (21)                  | 1.3 (3.3)                 | 0 (0)                     | 0 (0)                     | 0 (0)                     | 0 (0)                     | 0 (0)                     | 0 (0)                     | 1.3 (3.3)                 | 8.9 (23)                  | 43.6 (111)                |
| متوسط أيام هطول الأمطار (≥ 0.01 in) | 9.6                       | 7.9                       | 9.7                       | 10.8                      | 11.7                      | 10.9                      | 10.0                      | 9.9                       | 8.5                       | 8.8                       | 9.1                       | 9.3                       | 116.2                     |
| متوسط الأيام المثلجة (≥ 0.1 in)     | 4.9                       | 3.6                       | 2.8                       | 0.5                       | 0                         | 0                         | 0                         | 0                         | 0                         | 0                         | 0.6                       | 2.8                       | 15.2                      |
| المصدر: NOAA                        |                           |                           |                           |                           |                           |                           |                           |                           |                           |                           |                           |                           |                           |